# فوسگونهایم
فوسگونهایم (به آلمانی: Fußgönheim) یک شهر در آلمان است که در راین-پفلاتس-کرایس واقع شده‌است. فوسگونهایم ۲٬۴۷۰ نفر جمعیت دارد.